# Aurora Borealis (band)
Aurora Borealis is (naast de wetenschappelijke benaming van het poollicht) een Amerikaanse blackmetalband.

## Artiesten
- Ron Vento - gitarist, vocalist
- Mark Green - drummer

## Vroegere leden
- Tony Laureano - drummer
- Derek Roddy - drummer
- Jason Ian-Vaughn Eckert - basgitarist
- Tim Yeung - drummer

## Discografie
- 1996 - Mansions Of Eternity (EP, Nightsky)
- 1998 - Praise The Archaic Lights Embrace (Nightsky)
- 2000 - Northern Lights (Nightsky)
- 2002 - Time, Unveiled (Diehard)
- 2006 - Relinquish (Nightsky)